# 月面讃歌
『月面讃歌』（げつめんさんか）は、ムーンライダーズの16枚目のオリジナル・アルバム。1998年7月18日発売。

## 解説
コンセプトは『他者によるアレンジ』で、鈴木慶一は世界初の試みではないかと語っている。自分たちでレコーディングした曲を、他人に渡して「ご自由に」アレンジしてもらうというもの。
日本の音楽業界に詳しい人の話を聴いて、なるべく会ったことない人たちを選択したので、完成披露宴で初めて会った人もいるという。打ち合わせは無しで、条件は歌詞を変えないということのみ、演奏も変えて構わないと指示したので、物凄く不安で、同時に期待もあったという。
前作から2年空いたので、リスタートするという意味も込めて、タイトルに「月」が入っている。ジャケットの宇宙服は、ガスなどに対応した密閉型の服であり、熱くて数分持たないという。ジャケットのロケは、『青空百景』（鳥取砂丘）以来であり、それを超えた過酷さだったという。
1999年11月25日、本作のアレンジ前のオリジナル音源として『dis-covered』をリリース。ボーナストラックとしてAlex Gray、Neil Simons、ASA-CHANGによるリミックス２曲収録。

## 曲名リスト
1. Sweet Bitter Candy
  - 作詞:鈴木慶一・白井良明／作曲:白井良明／編曲:根岸孝旨
  - 後に発売されたシングル（「Sweet Bitter Candy -秋～冬-」）では、白井良明のボーカルパートは奥田民生が担当した。演奏は翌年発売の「dis-covered」収録のリミックス前のオリジナルトラック。元は数年前のボツ曲であったが、聞き返したら良かったとの理由で収録された。
2. 幸せの場所
  - 作詞:原田知世／作曲:岡田徹／編曲:大橋"pate"伸幸・高野勲
3. 彼女はプレイガール
  - 作詞:サエキけんぞう／作曲:鈴木慶一／編曲:coba
4. 月曜の朝には終わるとるに足らない夢
  - 作詞:鈴木慶一／作曲:白井良明／編曲:ASA-CHANG
5. 窓からの景色
  - 作詞:かしぶち哲郎／作曲:武川雅寛／編曲:GOH HOTODA
6. 君には宇宙船がある
  - 作詞・作曲:かしぶち哲郎／編曲:ya-to-i
7. 海辺のベンチ、鳥と太陽
  - 作詞・作曲:鈴木博文／編曲:Alex Gray、Neil Simons
8. Lost time（ロス・タイム）
  - 作詞:BIKKE／作曲:鈴木慶一／編曲:高野寛
9. ぼくは幸せだった
  - 作詞・作曲:鈴木博文／編曲:テイ・トウワ
10. 服を脱いで、僕のために
  - 作詞:鈴木博文／作曲:かしぶち哲郎／編曲:桜井秀俊
11. 月面讃歌
  - 作曲:岡田徹／編曲:ムーンライダーズ
12. 恋人が眠ったあとに唄う歌
  - 作詞:曽我部恵一／作曲:鈴木慶一／編曲:斉藤和義